# Chiesa di San Pietro Apostolo (Fiuggi)
La chiesa di San Pietro Apostolo, talvolta indicata come collegiata, è la parrocchiale di Fiuggi, in provincia di Frosinone e diocesi di Anagni-Alatri; fa parte della forania di Fiuggi.

## Storia
La primitiva parrocchiale di Fiuggi era la chiesa di San Biagio - all'epoca intitolata ai Santi Pietro e Paolo - ubicata extra moenia; in paese vi era invece la cappella di Santa Chiara, fondata dai benedettini dopo l'anno mille e ricostruita dopo l'incendio del 1407.
Nei secoli successivi, tuttavia, la chiesa dei Santi Pietro e Paolo, oltre a essere scomoda da raggiungere per i fedeli, si rivelò insufficiente a soddisfare le loro esigenze; così, la parrocchialità venne trasferita in quella di Santa Chiara. Quest'ultima fu riedificata all'inizio del XVII secolo, ridedicata a San Pietro e consacrata il 4 novembre 1617 dal vescovo di Anagni Antonio Seneca.
Il 3 ottobre 1699 l'originario campanile venne danneggiato da una folgore tanto gravemente che fu necessario demolirlo e ricostruirlo.
Nel 1872 si procedette a rinnovare l'interno dell'edificio; nel 1915 il terremoto della Marsica lesionò la sommità del campanile, la quale venne poi rifatta tra il 1946 e il 1950.
Il 15 dicembre 1999 crollò una porzione della volta e, in seguito a questo fatto, la collegiata fu chiusa per permettere lo svolgimento dei lavori di risistemazione, terminati nel 2003.

## Descrizione

### Esterno
La facciata a capanna della chiesa, rivolta a mezzogiorno, è suddivisa da una cornice marcapiano in due registri, entrambi tripartiti da quattro lesene; quello inferiore è caratterizzato dal portale d'ingresso timpanato, mentre quello superiore presenta una finestra rettangolare ed è coronato dal frontone triangolare, in cui s'apre un'altra finestra.
Annesso alla parrocchiale è il campanile a pianta quadrata, la cui cella presenta su ogni lato un'apertura ed è coronata dalla guglia piramidale poggiate sul tamburo a base ottagonale.

### Interno
L'interno dell'edificio si compone di un'unica navata, sulla quale si affacciano le cappelle laterali, dedicate alla Madonna del Purgatorio, all'Ascensione, al Sacro Cuore, a San Francesco, alla Madonna del Carmelo e all'Assunzione, e i bracci del transetto e le cui pareti sono scandite da lesene sorreggenti il cornicione; al termine dell'aula si sviluppa il presbiterio, rialzato di due gradini e chiuso dalla parete di fondo piatta.
Qui sono conservate diverse opere di pregio, tra le quali la tela seicentesca raffigurante l'Estasi di San Francesco, di scuola romana, e la tela ritraente l'Assunta venerata dai Santi Biagio, Michele Arcangelo e Carlo Borromeo.